# 拉皮勒
拉皮勒（法語：La Pyle，法語發音：[la pil]）是法国厄尔省的一个市镇，属于贝尔奈区。

## 地理
拉皮勒（49°11'58"N, 0°53'39"E）面积1.69 平方千米，位于法国诺曼底大区厄尔省，该省份为法国北部内陆省份，北起滨海塞纳省，西接奧恩省和卡爾瓦多斯省，南至厄尔-卢瓦省，东临瓦兹省、瓦兹河谷省和伊夫林省。
与拉皮勒接壤的市镇（或旧市镇、城区）包括：昂夫勒维尔-圣阿芒。

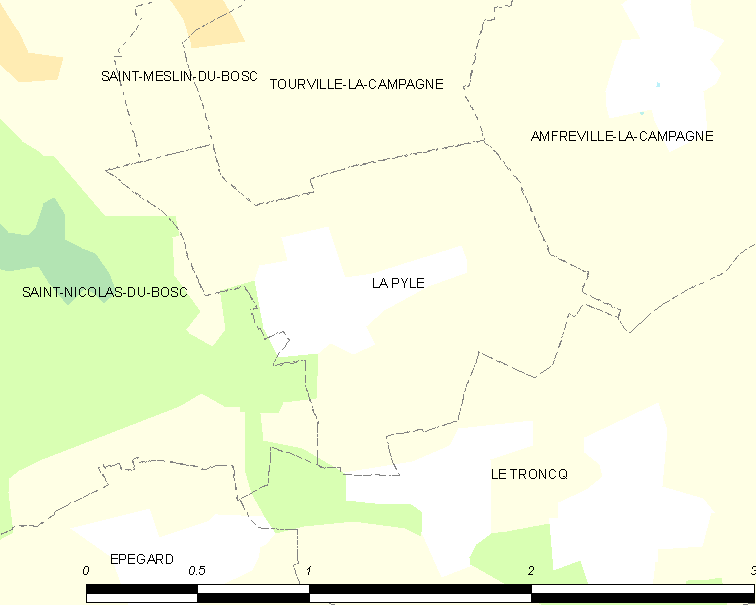
拉皮勒的OSM定位图

拉皮勒的时区为UTC+01:00、UTC+02:00（夏令时）。

## 行政
拉皮勒的邮政编码为27370，INSEE市镇编码为27482。

## 政治
拉皮勒所属的省级选区为勒讷堡县。

## 人口

1962-2008年间拉皮勒人口变化图示

拉皮勒于2022年1月1日时的人口数量为157人。